# Shamier Anderson
Shamier Anderson (Toronto, 6 maggio 1991) è un attore canadese, meglio conosciuto per la parte di Xavier Dolls nella serie TV Wynonna Earp.

## Biografia
Ha due fratelli più giovani, uno anche lui attore e l'altro nel campo militare. Shamier ha frequentato la Wexford School for the Arts, dove si è laureato in teatro e in dramma con il massimo dei voti.
Attualmente risiede a Los Angeles, California. Shamier è un appassionato praticante di Wing Chun Kung Fu.

## Filmografia

### Cinema
- Nostrum, regia di Jonathan Wright (2010)
- The Barrens, regia di Darren Lynn Bousman (2012)
- Anatomy of Assistance, regia di Cory Bowles – cortometraggio (2013)
- Backlash, regia di Rick Skyler – cortometraggio (2014)
- Bravetown, regia di Daniel Duran (2015)
- Across the Line, regia di Director X. (2015)
- Race - Il colore della vittoria (Race), regia di Stephen Hopkins (2016)
- Love Jacked, regia di Alfons Adetuyi (2018)
- Destroyer, regia di Karyn Kusama (2018)
- Negroland, regia di Jewel McPherson – cortometraggio (2018)
- City of Lies - L'ora della verità (City of Lies), regia di Brad Furman (2018)
- Ricomincio da te - Endings, Beginnings (Endings, Beginnings), regia di Drake Doremus (2019)
- Il colore della libertà (Son of the South), regia di Barry Alexander Brown (2020)
- Estraneo a bordo (Stowaway), regia di Joe Penna (2021)
- Bruised - Lottare per vivere (Bruised), regia di Halle Berry (2021)
- Awake, regia di Mark Raso (2021)
- John Wick 4 (John Wick: Chapter 4), regia di Chad Stahelski (2023)
- The Marvels, regia di Nia DaCosta (2023)

### Televisione
- Overruled! – serie TV, 6 episodi (2009)
- Camp Rock 2: The Final Jam, regia di Paul Hoen (2010)
- La favolosa avventura di Sharpay (Sharpay's Fabulous Adventure), regia di Michael Lembeck – film TV (2011)
- Amori, affari e Babbo Natale (Desperately Seeking Santa), regia di Craig Pryce – film TV (2011)
- Todd and the Book of Pure Evil – serie TV, episodio 2x8 (2011)
- Skins – serie TV, episodi 1x7-1x8 (2011)
- King – serie TV, episodio 1x5 (2011)
- Degrassi: The Next Generation – serie TV, episodio 11x5 (2011)
- Lost Girl – serie TV, episodio 2x16 (2012)
- Saving Hope – serie TV, episodio 1x3 (2012)
- Rookie Blue – serie TV, episodio 3x11 (2012)
- Played – serie TV, episodio 1x5 (2013)
- Holidaze - Il Ringraziamento con i miei (Holidaze), regia di Jerry Ciccoritti – film TV (2013)
- Il fascino della paura (Client Seduction), regia di Penelope Buitenhuis – film TV (2014)
- The Tomorrow People – serie TV, episodio 1x10 (2014)
- Intruders – serie TV, episodio 1x1 (2014)
- Defiance – serie TV, 4 episodi (2014)
- The Next Step – serie TV, 32 episodi (2013-2014)
- Constantine – serie TV, episodio 1x11 (2015)
- Slasher – serie TV, episodio 1x2 (2016)
- Killjoys – serie TV, episodio 2x8 (2016)
- Pitch – serie TV, episodio 1x3 (2016)
- Trailer Park Boys – serie TV, episodi 11x9-11x10 (2017)
- Shots Fired – serie TV, episodi 1x1-1x2-1x7 (2017)
- Dear White People – serie TV, episodio 2x5 (2018)
- Wynonna Earp – serie TV, 27 episodi (2016-2018)
- Golia (Goliath) – serie TV, 7 episodi (2019)
- Soulmates – serie TV, episodio 1x3 (2020)
- Invasion – serie TV (2021-)

## Doppiatori italiani
Nelle versioni in italiano delle opere in cui ha recitato, Shamier Anderson è stato doppiato da:
- Daniele Raffaeli in City of Lies - L'ora della verità, Soulmates, Estraneo a bordo, Bruised - Lottare per vivere
- Paolo Vivio in Il colore della libertà, Awake
- Riccardo Scarafoni in The Next Step
- Francesco Sechi in Race - Il colore della vittoria
- Mattia Bressan in Wynonna Earp
- David Chevalier in Golia
- Massimiliano Plinio in Destroyer
- Enrico Chirico in Ricomincio da te - Endings, Beginnings
- Fabrizio Dolce in Invasion
- Simone Leonardi in Lividi
- Alberto Franco in John Wick 4